# František Komzala
František Miloš Komzala (23. července 1898 Veselí nad Moravou – 9. července 1980 Bratislava) byl slovenský a československý politik Komunistické strany Slovenska a poválečný poslanec Ústavodárného Národního shromáždění a Národního shromáždění ČSR.

## Biografie

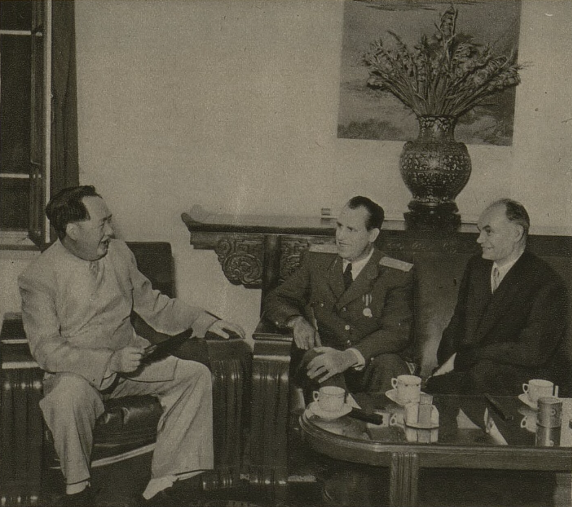
Setkání Františka Komzaly (zcela vpravo) jakožto čs. vyslance v Pekingu a pplk. J. Veselého s Мао Ce-tungem před vystoupením Armádního uměleckého souboru Víta Nejedlého v Pekingu, 9. srpna 1952

Ve Vídni se vyučil ševcem, později absolvoval obchodní akademii v Michalovcích. V roce 1919 bojoval v řadách československé armády o Slovensko. V meziválečném období patřil mezi funkcionáře slovenské zemské organizace Československé strany sociálně demokratické dělnické, působil i v levicovém tisku a od roku 1937 byl předsedou bratislavské pobočky Výboru pro pomoc demokratickému Španělsku. Profesí byl úředníkem pojišťovny Čechoslávia. Za tzv. slovenského štátu se roku 1939 zapojil do odboje. Krajský soud v Bratislavě ho 12. prosince 1940 odsoudil v rámci procesu Mareš a spol. na rok do vězení, přičemž tuto dobu si již odseděl ve vyšetřovací vazbě, v níž se nacházel od listopadu 1939. Za Slovenského národního povstání byl pracovníkem pověřenectví vnitra povstalecké Slovenské národní rady.
V roce 1945 byl pověřencem pošt, v letech 1945-1946 pověřencem sociální péče. V srpnu 1945 byl delegáty národních výborů zvolen i za poslance Slovenské národní rady. Zasedal zde do roku 1946.
V parlamentních volbách v roce 1946 byl zvolen poslancem Ústavodárného Národního shromáždění za KSS. Působil jako jeho místopředseda. V parlamentu setrval do konce funkčního období, tedy do voleb do Národního shromáždění roku 1948, v nichž byl zvolen do Národního shromáždění za KSČ ve volebním kraji Banská Bystrica. Mandát zastával do konce funkčního období, tedy do roku 1954. Po obě funkční období zastával i post místopředsedy parlamentu.
Zastával i stranické posty. IX. sjezd KSČ ho zvolil členem Ústředního výboru Komunistické strany Československa. V letech 1946-1954 byl členem Ústředního výboru KSS. Později působil v diplomacii. V letech 1952-1955 zastával post velvyslance Československa v Číně a v letech 1955-1956 byl ambasadorem Československa v Indii. V roce 1955 mu byl udělen Řád republiky a v roce 1968 Řád práce. Po návratu do vlasti zůstal členem kolegia ministerstva zahraničí a vedl jeho hospodářský úsek. Od roku 1959 byl penzionován a dožil v Praze.